# Norvellina columbiana
Norvellina columbiana är en insektsart som beskrevs av Ball 1916. Norvellina columbiana ingår i släktet Norvellina och familjen dvärgstritar. Inga underarter finns listade i Catalogue of Life.